# تشارلز إم. هيرزفيلد
تشارلز إم. هيرزفيلد (بالإنجليزية: Charles M. Herzfeld)‏ هو كيميائي أمريكي، ولد في 29 يونيو 1925 في فيينا في النمسا، وتوفي في 23 فبراير 2017.